# Sydsamiska

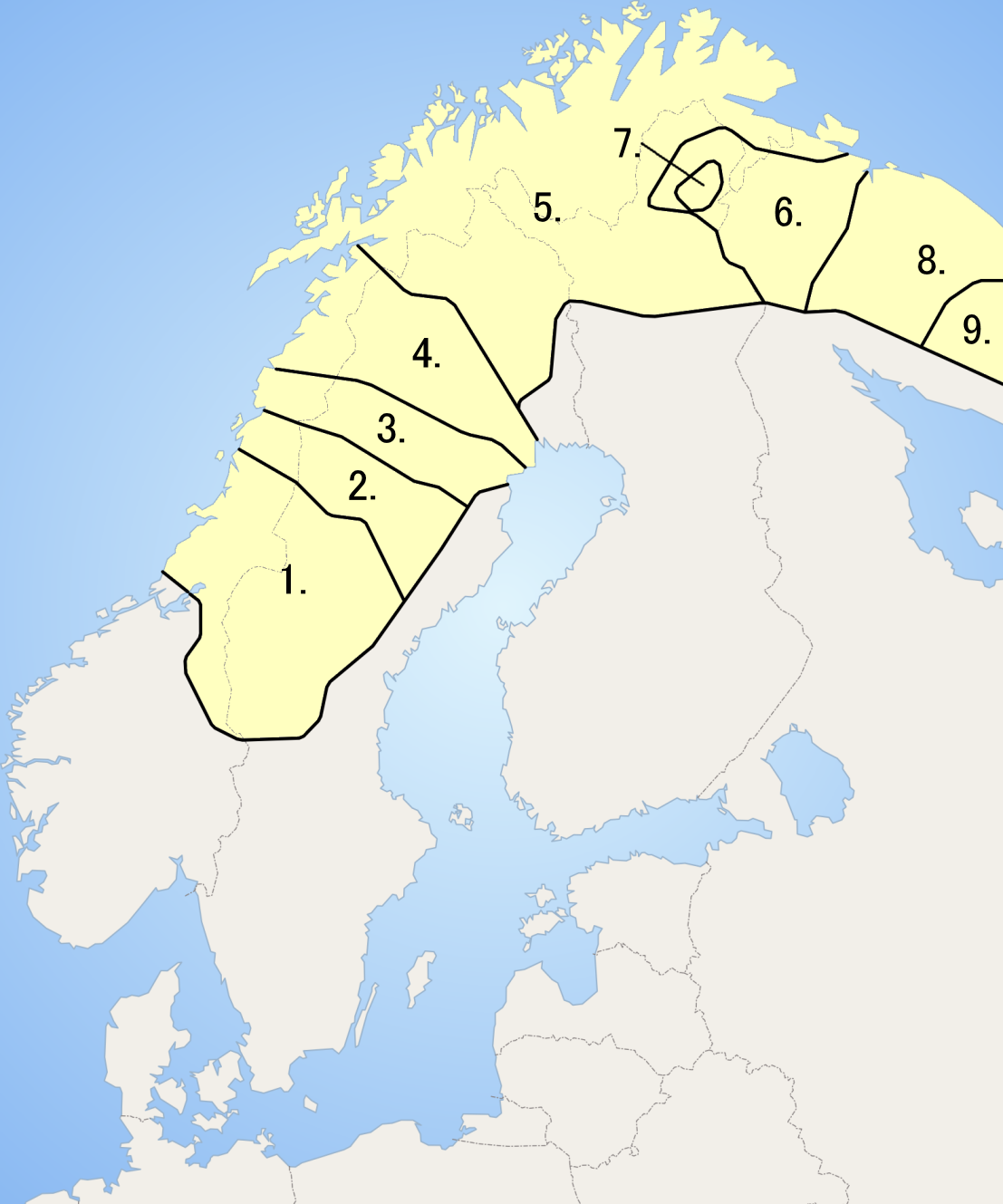
Sydsamiska är nummer 1 på den här kartan.

Sydsamiska (inhemskt namn: åarjelsaemien gïele) är ett samiskt språk som talas av sydsamer. Sydsamiskans utbredningsområde utgörs av södra delen av Sápmi (i Norge i Tröndelag och i Sverige från nordvästra Dalarna upp till sydligaste Lappland). Språket har endast några hundra talare och är starkt hotat. Märkbart är också att få barn kan sydsamiska..

## Beskrivning
Sydsamiskans namn kan förstås i två bemärkelser. Med sydsamiska i vid bemärkelse, i motsättning till nordsamiska (inklusive pite- och lulesamiska), inbegrips även umesamiska, den samiska som talats i Lycksele lappmark och i den sydöstra delen av Pite lappmark. Med sydsamiska i inskränkt bemärkelse avses bara de samiska dialekter som talas eller i senare tid har talats söder om Umeälven på svensk sida och Ranatrakten på norsk sida.
Det är osäkert hur många som egentligen talar sydsamiska, men uppskattningsvis är det runt 500 personer. Ett eget skriftspråk och ortografi bestämdes 1976.
Enligt Språktidningen 2/08 har sydsamiskan gått från att vara akut hotad till att ha åtminstone någotsånär bättre chanser att överleva inför framtiden.
Det sydsamiska språkområdet omfattar i stora drag delar av Dalarna, Härjedalen, Jämtland och södra Lappland, från Idre och Røros i söder till Arjeplog och Saltfjäll norr.
En modern svensk-sydsamisk och sydsamisk-svensk ordbok utgavs för första gången 2007 av Sametinget.
Filmen Sameblod, som hade premiär 2016, är den första långfilmen på sydsamiska.

## Fonologi

### Vokaler
|              | Främre | Central | Bakre |
| ------------ | ------ | ------- | ----- |
| Sluten       | i \| y | ɨ \| ʉ  | u     |
| Mellansluten | e      |         | o     |
| Mellanöppen  | ɛ      |         |       |
| Öppen        | a      |         |       |

Sydsamiskan har också följande diftonger åa [oa], åe [oæ], ea [eæ], ie [ie~ɨe], oe [uo], øø/öö [oe], ua [ʉa] och yø/yö [yo]. 
Källa:

### Konsonanter
|             |             | Labial     | Dental     | Alveolar | Postalveolar | Palatal | Velar      | Glottal |
| ----------- | ----------- | ---------- | ---------- | -------- | ------------ | ------- | ---------- | ------- |
| Klusil      | Asp.        | pʰ         | tʰ         |          |              |         | kʰ         |         |
| Klusil      | Oasp.       | p \| b ~ b̥ | t \| d ~ d̥ | ts       | tʃ           |         | k \| g ~ g̊ |         |
| Frikativ    | Frikativ    | f \| v     |            | s        | ʃ            |         |            | h       |
| Nasal       | Nasal       | m          | n          |          |              | ɲ       | ŋ          |         |
| Lateral     | Lateral     |            |            | l        |              |         |            |         |
| Tremulant   | Tremulant   |            |            | r        |              |         |            |         |
| Approximant | Approximant |            |            |          |              | j       |            |         |

Källa:

## Ortografi
A | B | D | E | F | G | H | I | Ï | J | K | L | M | N | O | P | R | S | T | U | V | Y | Æ | Ö | Å
I Norge använts tidigare ø istället för ö efter norska alfabetet, medan man i Sverige har använt ä istället för æ. En gemensam ortografi för sydsamiskan i Norge och Sverige antogs 1978, och ett mer neutralt sätt att skriva på lanserades också, med att använda svensk ö och norsk æ. Denna lösning används i dag i sydsamiska tangentbord för dator och mobil. Den enda bokstaven som inte finns i svenskan eller norskan är i med trema (ï), som representerar sluten central orundad vokal (IPA: /ɨ/). Bokstäverna c, q, x och z används endast i lånord.

## Bilder

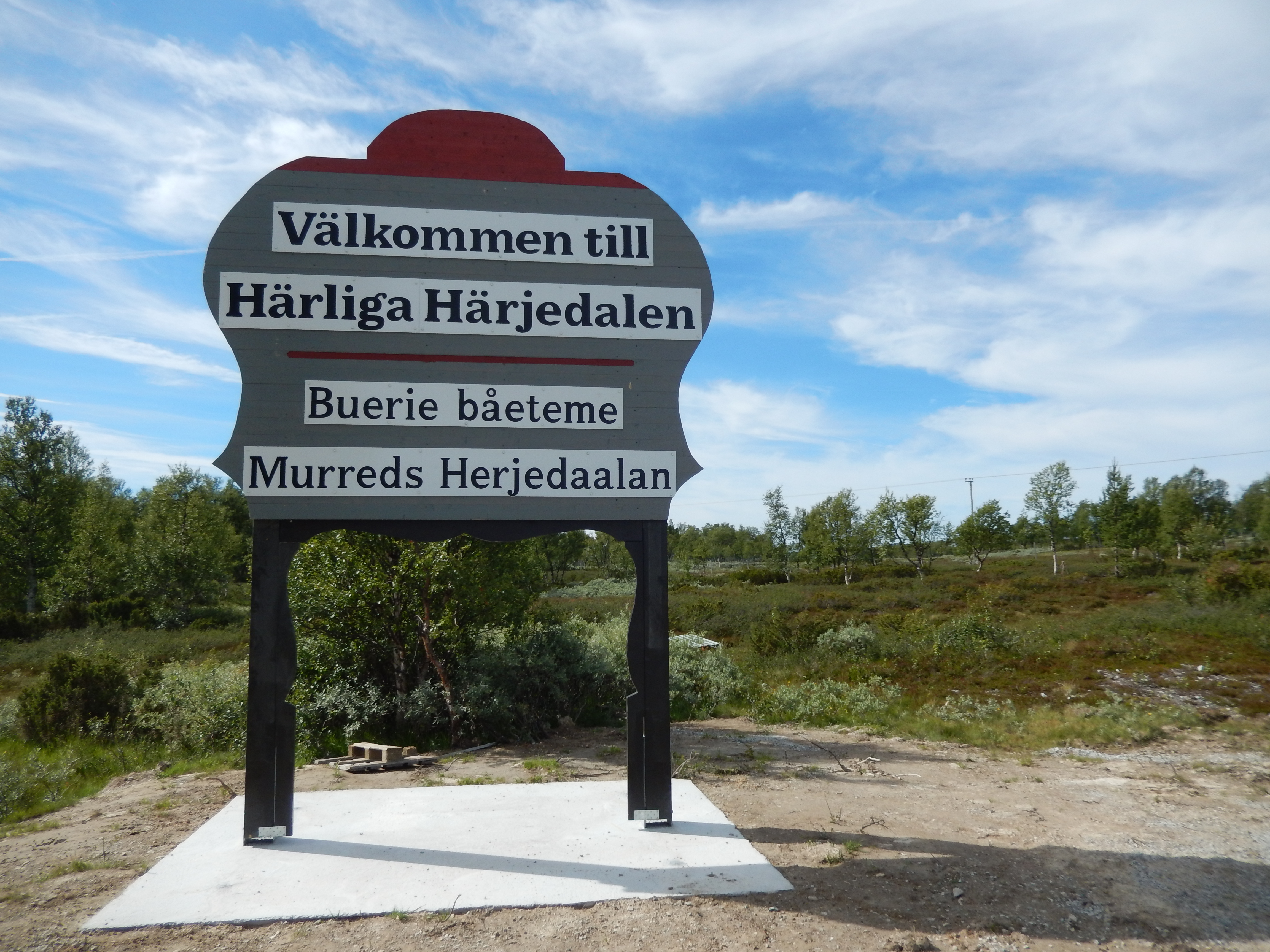
Välkommen till Härliga Härjedalen på både svenska och sydsamiska.
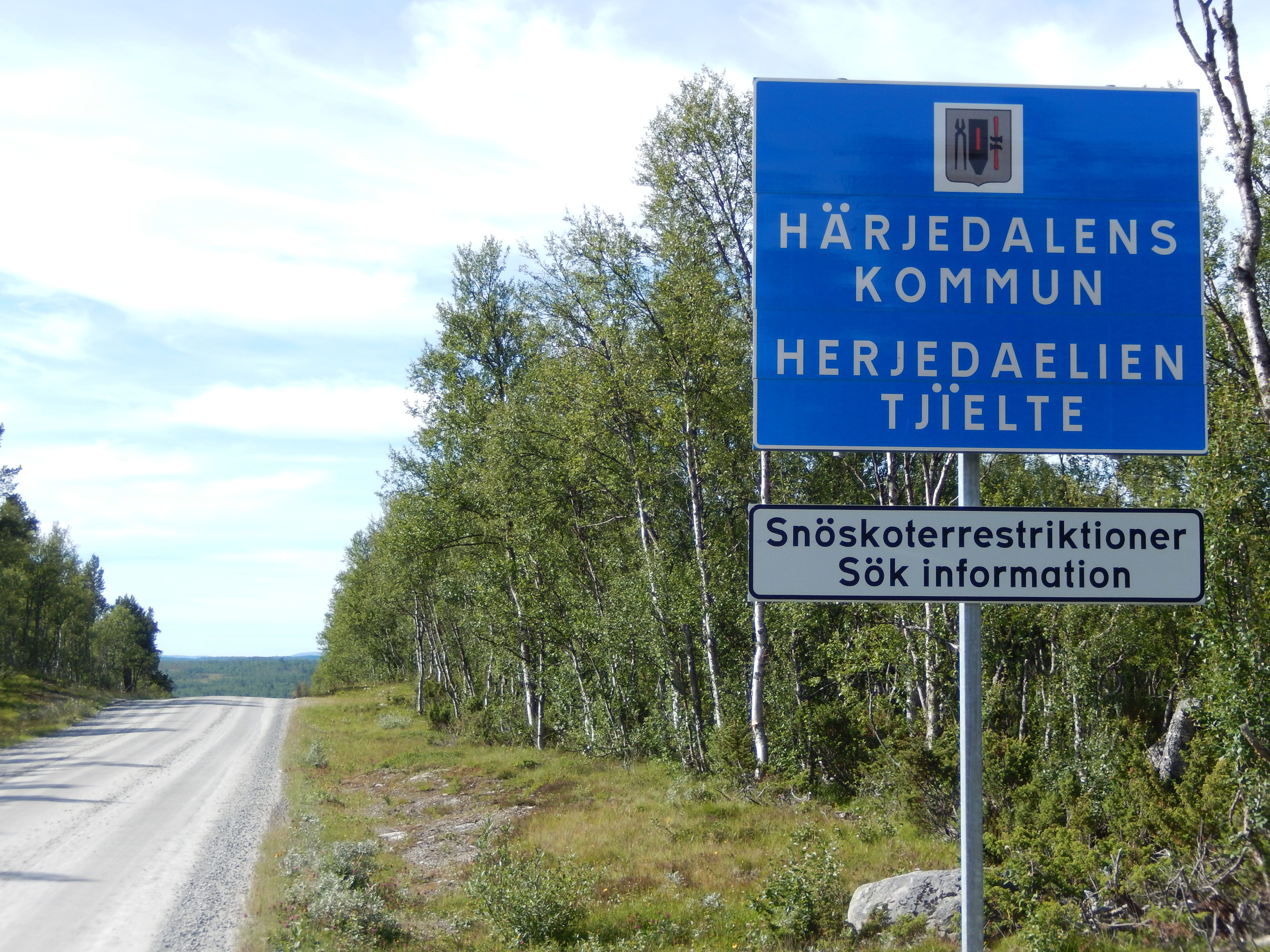
Härjedalens kommun på både svenska och sydsamiska.
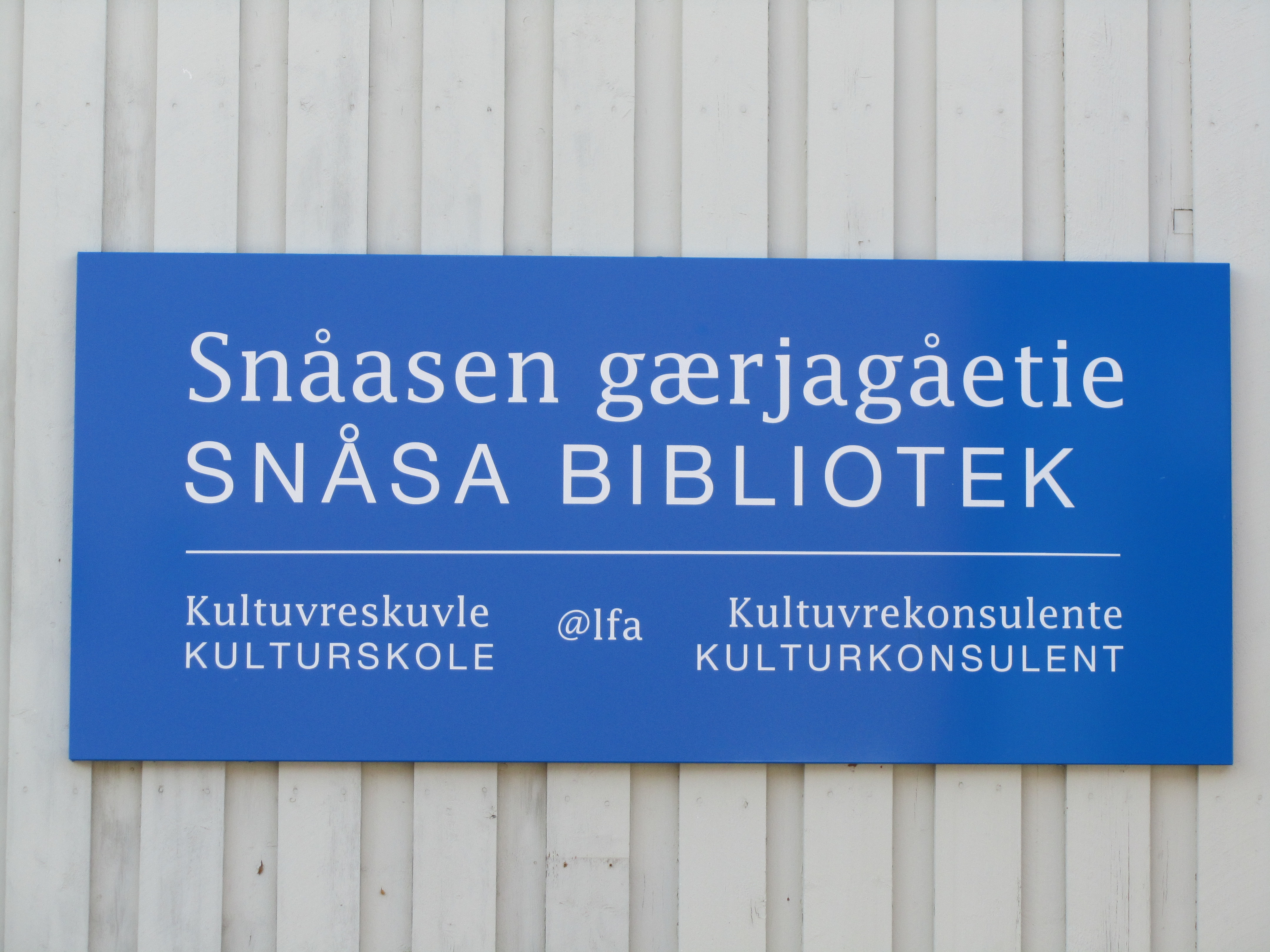
Snåsa bibliotek i Norge